# Ràdio Mec-Mec
Ràdio Mec-Mec va ser una emissora de ràdio no autoritzada que va operar a Es Mercadal, Menorca, a principis dels anys 90. Creada per un grup de persones interessades en la comunicació alternativa, el seu nom va ser escollit en un concurs intern i feia referència a l’onomatopeia del so d’un clàxon. Les emissions es van iniciar en una habitació cedida a una casa coneguda com sa Conillera i, posteriorment, es van traslladar a una ubicació al carrer des Racó. La programació incloïa continguts diversos, com programes d’esports, humor, música i espais per a un públic juvenil. Després de dos o tres anys d’activitat, l’emissora va cessar les emissions, sent recordada com una iniciativa cultural local de l’època.